# Crossdressing

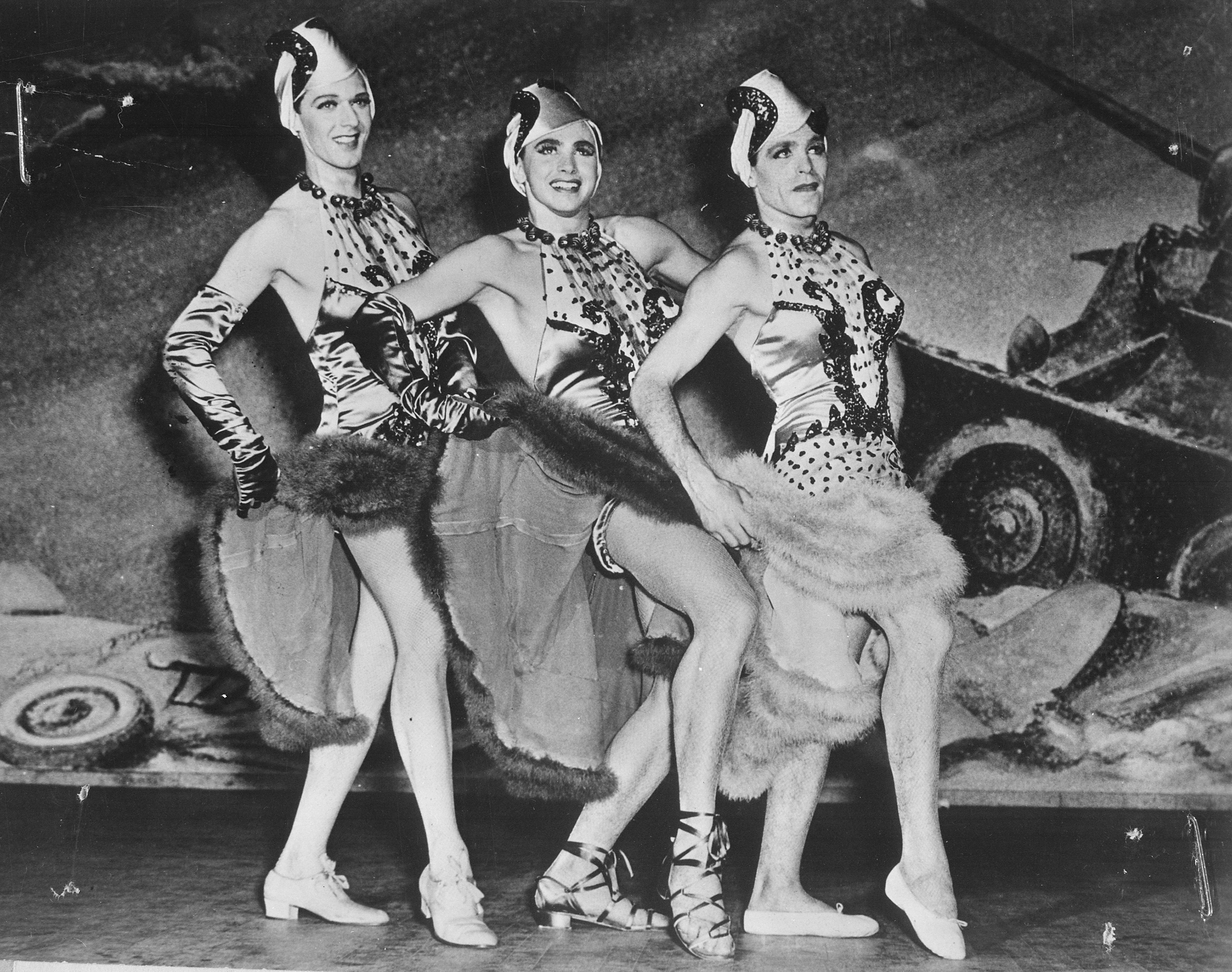
Vystoupení na Broadwayi, při němž jsou muži oblečení jako ženy

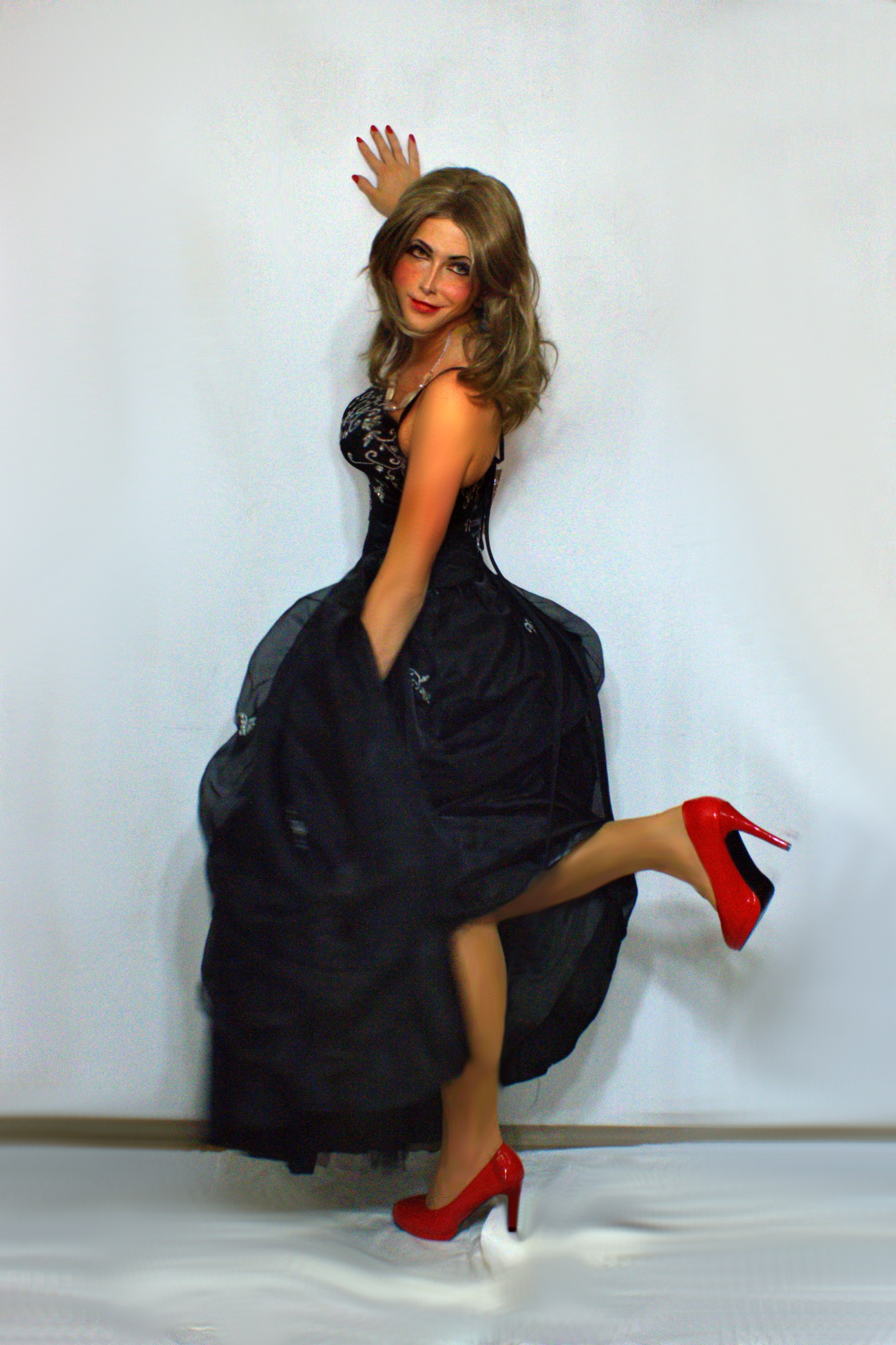
Crossdresser v plesových šatech.

Crossdressing (anglicky: oblékání křížem) je oblékání oděvu, který v dotyčné společnosti patří opačnému pohlaví (muž si obléká ženské oblečení, žena mužské). Osoba praktikující crossdressing se nazývá crossdresser. Crossdressing je praktikován oběma pohlavími, častější jsou ale případy, když se muži oblékají do ženských šatů, než když se ženy převlékají za muže. Pro crossdressera bývá někdy používána zkratka Cd.

## Crossdressing a fetiš
Crossdressing se často považuje za synonymum transvestitismu. Pojmy jsou skutečně hodně podobné, nejsou však zcela identické. Za crossdressing se totiž označuje konkrétní okamžik výměny oblečení, kdežto transvestitismus je označení formy fetišismu. Tedy každý transvestita je crossdresser, ne každý crossdresser je transvestita. K oblékání šatů opačného pohlaví mohou vést i jiné motivy než fetišistické. Například mužský herec hrající ženskou postavu (a oblékající se proto do ženského oblečení) je crossdresser, nicméně nemusí být transvestita.

## Crossdressing a sexuální orientace
Oblékání šatů opačného pohlaví je též součástí stereotypních představ spojovaných s homosexualitou. Představuje-li oděv výrazný vnější znak pohlavní identity a rozdílnosti pohlaví, pak je představa opačného oblékání součástí způsobu, jakým se lidé vyrovnávají s jevy překračujícími zažité kategorie mužství a ženství. Gayům je tak – podle těchto představ – přisuzováno nošení ženských šatů a lesbám oblékání mužských oděvů. To může být spojováno s výsměchem nebo odporem, jak dokládá třeba zobrazování homosexuálních postav v kinematografii kolem poloviny 20. století. Hrdá, až provokativní stylizace do těchto stereotypních rolí bývá naopak jedním ze způsobů přijetí své identity ze strany některých homosexuálních jedinců a objevuje se v historii LGBT hnutí, ku příkladu jako součást tzv. průvodů gay hrdosti. Specifickou formou jsou tzv. „drag queens“ a „drag kings“.

## Crossdressing a náboženství
Existuje pasáž v Bibli, konkrétně v knize Deuteronomium, která pravděpodobně mluví o crossdressingu. Přímo se zde uvádí: „Žena na sebe nevezme, co patří muži, a muž neobleče, co nosí žena. Hospodin, tvůj Bůh, má v ohavnosti každého, kdo to činí.“ Stejná kapitola ale například zapovídá nošení oděvu ze směsi vlny a lnu nebo specifikuje povinný počet střapců vázaných na přikrývku.